# Великобичківська селищна територіальна громада
Великобичківська селищна громада — територіальна громада в Україні, у Рахівському районі Закарпатській області. Адміністративний центр — селище Великий Бичків.
Площа громади —  км², населення —  мешканців (2020).
Утворена 12 червня 2020 року шляхом об'єднання Великобичківської та Кобилецько-Полянської селищних, а також Верхньоводянської, Водицької, Косівсько-Полянської, Лужанської та Росішківської сільських рад Рахівського району.

## Населені пункти
До складу громади входять 9 населених пунктів — 2 селища (Великий Бичків та Кобилецька Поляна) і 7 сіл:
- с. Верхнє Водяне
- с. Стримба
- с. Косівська Поляна
- с. Водиця
- с. Плаюць
- с. Луг
- с. Росішка